# ГЕС Murdock-Willson
ГЕС Murdock-Willson – гідроелектростанція у канадській провінції Квебек. Знаходячись після Chute-aux-Galets (14,4 МВт), становить нижній ступінь каскаду на річці Shipshaw, лівій притоці Сагне (за сто вісімдесят кілометрів на північний схід від міста Квебек впадає так само ліворуч до річки Святого Лаврентія, яка дренує Великі озера).
В межах проекту річку перекрили бетонною гравітаційною греблею висотою 14 метрів та довжиною 118 метрів, яка утримує витягнуте по долині річки на 2 км невелике водосховище з площею поверхні 0,35 км2 та об’ємом 2 млн м3. Від греблі по висотах лівобережжя паралельно річці тягнеться канал довжиною біля 0,5 км, який завершується земляною дамбою висотою 20 метрів та довжиною 300 метрів.   
Із облаштованого у дамбі водозабору ресурс потрапляє до прокладеного так само паралельно річці дерев’яного водоводу довжиною 1,6 км з діаметром 5,5 метра, який переходить у напірний водовід довжиною біля 0,8 км. В системі також працює вирівнювальний резервуар надземного типу з розміщеним на фермовій конструкції баком висотою 29 метрів та діаметром 18 метрів. 
Основне обладнання станції складається з однієї турбіни типу Френсіс потужністю 53 МВт, яка використовує напір у 83 метри та забезпечує виробництво 360 млн кВт-год електроенергії на рік. Відпрацьована вода по відвідному каналу довжиною 0,2 км повертається в річку за півкілометра від устя. 
Можливо також відзначити, що за чотири сотні метрів від машинного залу станції Murdock-Willson знаходиться аналогічна споруда потужної ГЕС Shipshaw, котра становить нижній ступінь каскаду на Сагне.